# Institute of Space and Astronautical Science

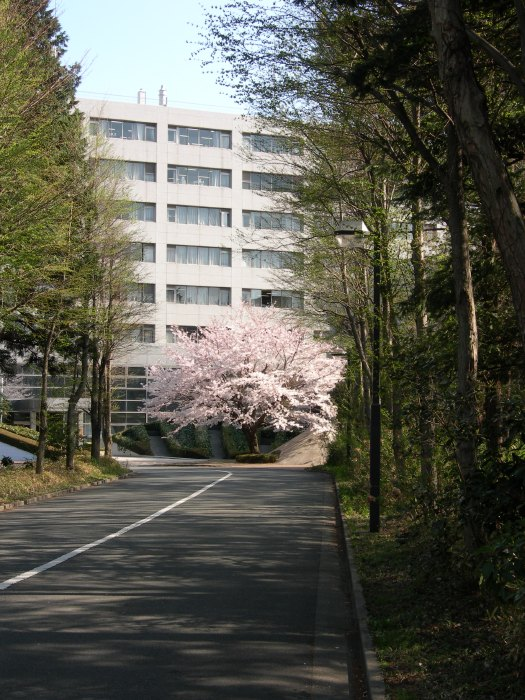
Institute of Space and Astronautical Science

Das Institute of Space and Astronautical Science (ISAS; engl. für jap. 宇宙科学研究所, Uchū Kagaku Kenkyūsho, deutsch etwa „Institut für Weltraum- und Astronautikwissenschaften“) ist ein japanisches Institut für Weltraumforschung, das seit 2003 Teil der japanischen Raumfahrtagentur JAXA ist. Der Hauptsitz ist im Sagamihara Campus, 40 km westlich von Tokio. Weitere Einrichtungen in Japan, die ebenfalls diesem Institut zugeordnet sind, sind das Uchinoura Space Center (USC), das Noshiro Testing Center (NTC), das Sanriku Balloon Center (SBC) und das Usuda Deep Space Center (UDSC).
ISAS entwickelte sich aus Experimenten mit Höhenforschungsraketen in den 1950ern und wurde im April 1964 als Institut der Universität Tokio gegründet. Seit April 1981 wurde es als gemeinsame Forschungsorganisation japanischer Universitäten betrieben. Am 1. Oktober 2003 ging es zusammen mit NASDA und NAL in der neuen Raumfahrtagentur JAXA auf. ISAS betrieb den Raketenstartplatz Kagoshima Space Center.
Der Tätigkeitsschwerpunkt ist die enge Verknüpfung von technischer Entwicklung auf dem Gebiet der Raketen- und Satellitentechnologie mit wissenschaftlicher Anwendung in der Astronomie und der Erforschung des Sonnensystems. ISAS entwickelte wissenschaftliche Satelliten und Raumsonden wie z. B. ASCA.